# Hillevåg
Hillevåg est un arrondissement de Stavanger, en Norvège. Il a d'abord fait partie de la municipalité d'Hetland (en), puis a été ajouté à Stavanger en 1965.

## Quartiers

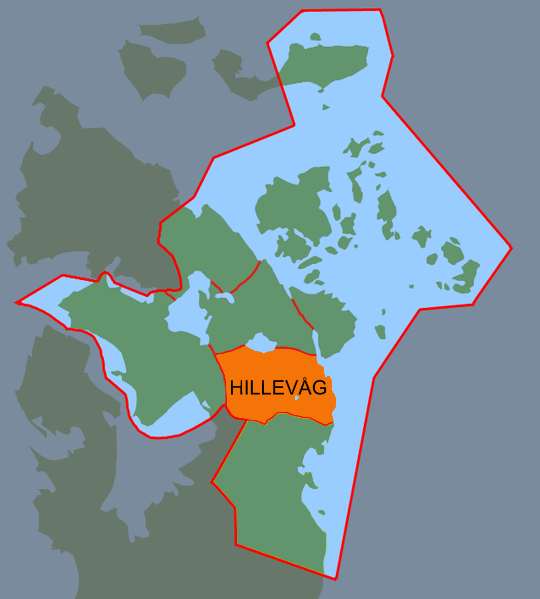
Carte de Stavanger avec l'arrondissement de Hillevåg

Bien que les frontières des quartiers ne correspondent pas exactement aux frontières de l'arrondissement, Hinna se compose à peu près des quartiers (delområder) suivants : Ullandhaug,  Vaulen, Kvalaberg, Tjensvoll et Bekkefaret.

## Administration
Hillevåg a un conseil d'arrondissement (bydelsutvalg). Le conseil est composé de 11 membres composé ainsi: 
- 2 du Parti travailliste (Arbeiderpartiet)
- 1 du Parti du centre (Senterpartiet)
- 1 du Parti chrétien-démocrate (Kristelig Folkeparti)
- 1 du Parti libéral
- 4 du Parti conservateur (Høyre)
- 2 du Parti du Progrès (Fremskrittspartiet)